# The Applejacks
The Applejacks was een Britse popgroep, opgericht in 1961 in Solihull, West Midlands, die succes had in 1964, maar daarna op de achtergrond raakte.

## Samenstelling
De leden van de groep waren:
- Al Jackson, zang
- Martin Baggott, gitaar
- Phil Cash, gitaar
- Megan Davies, basgitaar
- Don Gould, elektronisch orgel
- Gerry Freeman, drums

De groep had een vrouwelijke basgitarist, Megan Davies (geen familie van Ray en Dave Davies van The Kinks). In 1965 trouwde ze met de drummer Gerry Freeman, met de andere leden van de groep als getuigen.

## Carrière
Solihull ligt in de periferie van Birmingham. De popmuziek van Birmingham en omgeving wordt ‘Brumbeat’ genoemd (de inwoners van Birmingham noemen zich Brummies). The Applejacks was de eerste ‘Brumbeat’-groep die de Britse Top-10 haalde.
De leden van de groep kenden elkaar van de padvinderij. De groep heette eerst The Crestas, later The Jaguars en pas vanaf juli 1962 The Applejacks.
In maart 1964 had ze haar eerste hit met Tell Me When, met als hoogste notering nr. 7 in de Engelse hitparade. Daarna kwam de groep nog twee keer terug in de lagere regionen van de hitparade. Like Dreamers Do was geschreven door John Lennon en Paul McCartney van The Beatles, maar kwam ondanks die beroemde namen niet verder dan nr. 20 in juni 1964. Three Little Words (I Love You) bereikte in september 1964 nr. 23.
Toen wilde Decca, de platenmaatschappij van The Applejacks, dat de groep het nummer Chim Chim Cher-ee (uit de musicalfilm Mary Poppins) opnam, maar de leden van de groep zagen dit nummer niet zitten. De plaat werd niet uitgebracht. Dankzij de ruzie met Decca verscheen de eerstvolgende plaat, Bye Bye Girl, pas in maart 1965, toen de groep alweer een halfjaar niets van zich had laten horen. Het succes bleek voorbij te zijn. Ook I Go to Sleep haalde de hitparade niet, ook al was het geschreven door Ray Davies.
Van nu af aan moest de groep het hebben van optredens in kleine zaaltjes. Vanaf 1967 speelde de groep (met twee nieuwe leden: John Washington in plaats van Al Jackson en Paul Willetts in plaats van Don Gould) op oceaanlijners. Ze maakte geen platen meer (afgezien van een probeersel bij CBS in plaats van Decca in 1967) en viel na een paar jaar uit elkaar.

## Naamgenoten
Er bestaat een Amsterdamse band genaamd ‘The AppleJacks’, die niets te maken heeft met de Engelse Applejacks. In de jaren vijftig was er in de VS een groep studiomuzikanten onder leiding van Dave Appell die zich ook The Applejacks noemden. De groep is bekend van het instrumentale nummer Mexican Hat Rock, dat het in 1958 tot een 16e plaats bracht in de Amerikaanse hitparade.

## Discografie

### Singles
- maart 1964: Tell Me When/Baby Jane
- juni 1964: Like Dreamers Do/Everybody Fall Down
- september 1964: Three Little Words (I Love You)/You're the One For Me
- maart 1965: Bye Bye Girl/It's Not a Game Anymore
- augustus 1965: I Go to Sleep/Make Up or Break Up
- december 1965: I'm Through/We Gotta Get Together
- maart 1967: You've Been Cheating/Love Was in My Eyes

### LP
- oktober 1964: The Applejacks:
  - Tell Me When, Wishing Will Never Make It So, Over Suzanne, Hello Josephine, As a Matter of Fact, Too Much Monkey Business, Memories of You, Ain't That Just Like Me, Kansas City, I Wonder, Three Little Words (I Love You), Baby Jane, No Time, See If She Cares, What's the Matter Little Girl, What'd I Say

### Verzamel-cd's
- oktober 1990: Tell Me When:
  - Tell Me When, Wishing Will Never Make It So, Over Suzanne, Hello Josephine, As a Matter of Fact, Too Much Monkey Business, Memories of You, Ain't That Just Like Me, Kansas City, I Wonder, Three Little Words (I Love You), Baby Jane, No Time, See If She Cares, What's the Matter Little Girl, What'd I Say, Like Dreamers Do, Everybody Fall Down, You’re the One for Me, I Go to Sleep

- juni 2009: The Applejacks:
  - Tell Me When, Wishing Will Never Make It So, Over Suzanne, Hello Josephine, As a Matter of Fact, Too Much Monkey Business, Memories of You, Ain't That Just Like Me, Kansas City, I Wonder, Three Little Words (I Love You), Baby Jane, No Time, See If She Cares, What's The Matter Little Girl, What'd I Say, Like Dreamers Do, Everybody Fall Down, You’re the One for Me, Bye Bye Girl, It’s Not a Game Anymore, I Go to Sleep, Make Up or Break Up, I’m Through, We Gotta Get Together, Baby's in Black[2]